# گابریل اسکوبار
گابریل اسکوبار (انگلیسی: Gabriel Escobar؛ زادهٔ ۲۲ ژوئیه ۱۹۹۶) بوکسور اهل اسپانیا است.